# Виново
Вино̀во (на италиански: Vinovo; на пиемонтски: Vineuv, Винеув) е град и община в Метрополен град Торино, регион Пиемонт, Северна Италия. Разположен е на 232 m надморска височина. Към 1 януари 2020 г. населението на общината е 15 245 души, от които 659 са чужди граждани.